# Имла, Дэвид
Дэ́вид И́мла (англ. David Imlah) — австралийский кёрлингист и тренер по кёрлингу.
В составе мужской сборной Австралии участник чемпионата мира 2007. Чемпион Тихоокеанского региона 2006.

## Достижения
- Тихоокеанско-азиатский чемпионат по кёрлингу: золото (2006).
- Чемпионат Австралии по кёрлингу среди мужчин: бронза (2010).[2]

## Команды
| Сезон   | Четвёртый            | Третий       | Второй      | Первый               | Запасной                           | Турниры                       |
| ------- | -------------------- | ------------ | ----------- | -------------------- | ---------------------------------- | ----------------------------- |
| 2006—07 | Иэн Палангио         | Хью Милликин | Шон Холл    | Майк Волощук         | Дэвид Имла тренер: Эрл Моррис      | ТАЧ 2006 · ЧМ 2007 (10 место) |
| 2009—10 | Tim McMahon          | Дэвид Имла   | Angus Young | Phil Goschnick       |                                    | ЧАМ 2010                      |
| 2015—16 | Джеральд Чик         | Tim McMahon  | Дэвид Имла  | Rob Gagnon           | Wyatt Buck тренер: Wyatt Buck      | ЧМВ 2016 (15 место)           |
| 2018—19 | Хью Милликин         | Geoff Davis  | Tim McMahon | Дэвид Имла           | John Anderson тренер: Judy McMahon | ЧМВ 2019 (5 место)            |
| 2023—14 | Geoff Davis          | Дэвид Имла   | James Boyd  | Hamish Lorrain-Smith |                                    | ЧМВ 2024 (17 место)           |
| 2024—15 | Hamish Lorrain-Smith | James Boyd   | Geoff Davis | Дэвид Имла           | Brian MacDonald                    | ЧМВ 2025 (17 место)           |

(скипы выделены полужирным шрифтом)

## Результаты как тренера национальных сборных
| Год  | Турнир                                                             | Сборная                 | Место |
| ---- | ------------------------------------------------------------------ | ----------------------- | ----- |
| 2019 | Чемпионат мира по кёрлингу среди юниоров (группа Б) 2019 (декабрь) | Австралия (юниоры муж.) | 20    |